# Crioulos com forte influência lexical portuguesa
Os crioulos americanos com forte influência lexical portuguesa são um conjunto de línguas crioulas faladas no continente americano, que tiveram uma forte influência lexical portuguesa. Essas línguas não consistem em si em nenhuma subdivisão de nenhum grupo linguístico, pois, não são aparentadas entre si. Têm em comum apenas o facto de conterem em si um considerável acervo lexical de origem portuguesa.
A classificação do papiamento, falado em Curaçau, Aruba e Bonaire, nas Antilhas, é controversa. Segundo diferentes autores, é considerado um crioulo de base espanhola, é considerado um crioulo de base portuguesa ou é considerado um crioulo de base ibérica, já que o português partilha com o espanhol a origem de uma grande parte do léxico.
O saramacano, um crioulo falado no Suriname, é um crioulo de base inglesa que apresenta no seu léxico uma forte influência portuguesa. O paramacano, outro crioulo de base inglesa falado também no Suriname manifesta também uma forte influência da língua portuguesa. No entanto, devido a suas características morfológicas e sintáticas, esses crioulos são incluídos no grupo dos crioulos de Suriname, juntamente com outras línguas como o sranan e o ndyuka.
Alguns autores referem-se a variedades de um semi-crioulo de base portuguesa falado no Brasil e a variedades dialetais afro-brasileiras que corresponderiam a uma fase avançada de descrioulização de antigos crioulos, como o de Helvécia, falado no município de Nova Viçosa, na Bahia.

## Formação
A forte presença num crioulo de léxico de uma determinada origem linguística como no caso dos crioulos com forte influência lexical portuguesa do continente americano pode resultar de diferentes fatores como:
- Advir da língua-mãe, que esteve na origem da sua formação.
- Advir das línguas de substrato, também presentes na fase da formação.
- Ser resultado de um processo de relexificação ou substituição em massa do léxico inicial pelo léxico de uma língua posteriormente em contato.
- Ser resultado de um processo de descrioulização, ou seja, assimilação a uma língua de contato com maior prestígio ou poder, com substituição progressiva das unidades e estruturas próprias do crioulo pelas da outra língua.
- Provir de empréstimos para colmatar falhas em algumas áreas lexicais do crioulo (tal como a da metalinguagem ou a da terminologia técnica).

## Papiamento
O papiamento (do português papear) é uma língua crioula falada nas lhas de Curaçau, Aruba e Bonaire, que faziam parte das antigas Antilhas Neerlandesas, ao norte da Venezuela desde a segunda metade do século XVII. Hoje este crioulo é falado por 263 200 pessoas e possui um estatuto de língua oficial juntamente com o neerlandês. A grande maioria do seu léxico é de origem lusófona, sendo notoriamente inferior a contribuição da língua neerlandesa. Dada a proximidade entre o português e o espanhol é frequentemente muito difícil, se não impossível, determinar qual das duas línguas está na origem de cada uma das unidades lexicais do Papiamento. Por exemplo, a palavra do papiamento sukú tem tantas probabilidades de advir do português escuro como do castelhano oscuro. É no entanto curiosa a evolução para sukuru, em cabo-verdiano, crioulo inequivocamente de origem unicamente portuguesa.
Existe, na verdade, um elevado grau de similaridade entre as estruturas e o léxico do papiamento e os de outros crioulos africanos de base portuguesa, em particular a variedade de Santiago do cabo-verdiano e os crioulos do Golfo da Guiné, nomeadamente o são-tomense.
A forte presença do léxico português, sobretudo antes da relexificação progressiva, no século XVII, em direção ao espanhol, língua da religião católica e da oposição simbólica aos neerlandeses (protestantes) e com grande peso na área geográfica envolvente, deveu-se à confluência dos seguintes fatores: importação de escravos vindos da costa ocidental da África, onde eventualmente já dominariam um pidgin ou mesmo um crioulo de base portuguesa e permanência de uma comunidade de judeus falantes de português que haviam fugido às perseguições católicas.
Existem divergências sobre a presença da língua portuguesa no papiamento falado nas três ilhas caribenhas, que nunca foram colônias de Portugal. Atualmente em Cabo Verde, há quem defende que o crioulo destas ilhas antilhanas é de procedência cabo-verdiana, mas outros investigadores acreditam que ele foi ali introduzido pelos judeus que saíram do Nordeste do Brasil, após terem servido aos invasores neerlandeses.

## Saramacano
O saramacano é um crioulo falado no interior do Suriname, país que tem como língua oficial, o neerlandês. Existem cerca de 25 mil falantes da tribo dos saramacanos e 2 mil da tribo Matawai.
Esta língua é considerada um crioulo de base inglesa com forte influência lexical portuguesa, embora essa influência tenha decrescido consideravelmente durante o século XIX.
As origens do saramacano são controversas. Nos fins do século XVII, na área central do rio Suriname, onde existiam muitas plantações judias, havia uma forma mista de linguagem (português e inglês), o dju-tongo, que poderia ter sido um pidgin  precursor do saramacano. Segundo Smith (1987) o dju-tongo seria o resultado do contato entre um pidgin inglês e um crioulo português do Suriname falado entre os escravos fugidos das plantações. A primeira fuga em massa dos escravos (Matjáu) da plantação Emanuel Machado (um português) ocorreu em 1690. Nessa perspectiva, o saramacano poderá ser considerado um antigo crioulo de base portuguesa que sofreu um processo de relexificação pelo inglês.
Vários investigadores propõe que assim como pode ter ocorrido com o papiamento, pode ter se originado com a chegada ao Suriname dos judeus portugueses, em meados do século XVII, que fugiram do Nordeste do Brasil depois de terem colaborado com os invasores neerlandeses (que os trouxeram, aliás, dos próprios Países Baixos, onde muitos deles continuaram a considerar-se "portugueses", apesar de expulsos pelo rei D. Manuel de Portugal, no fim do século XV e início do XVI). Existem uma série de documentos que historiam as origens deste “crioulo português”, mas os vestígios não vão atualmente muito além da continuação de alguns nomes aportuguesados ou abrasileirados.
Outro autor, Perl (1999), aponta duas origens para o léxico de base portuguesa do saramacano: o português adquirido pelos saramacanos durante o contato com os seus senhores, falantes do português, e/ou o pidgin de base portuguesa que já seria falado pelos escravos na África Ocidental.

## Crioulos do Brasil
Alguns autores referem-se a uma variedade não padrão do português brasileiro, o Português Vernáculo do Brasil (PVB) (Holm & al 1999), como sendo um semi-crioulo, uma variedade que, apesar de partilhar com os crioulos alguns traços estruturais, não resultou de um processo de crioulização radical. Nesta perspectiva, em situação de contato entre múltiplas línguas, o português, sendo um modelo pouco acessível, nomeadamente nas comunidades escravas, teria sido adquirido como segunda língua por falantes adultos de outras línguas maternas (em particular africanos) de uma forma imperfeita sofrendo uma reestruturação parcial e nessa forma tendo sido repassado de geração para geração. A presença de traços tipicamente crioulos (tais como a variação no uso de flexões verbais e na concordância nominal e verbal)  ter-se-ia devido, igualmente, à influência de antigos crioulos falados no Brasil (nomeadamente pelos escravos trazidos da costa ocidental de África para trabalhar em plantações) e que se encontram hoje extintos.
Para outros autores (como Parkvall 1999), o grau de reestruturação patente no PVB é tão moderado que dificilmente será possível aplicar a designação de semi-crioulo, podendo a reestruturação existente ser explicada, não só pelo efeito do contato com outras línguas, mas também pela evolução interna inerente a qualquer língua.
Porém, existe uma variedade dialectal afro-brasileira que parece corresponder a uma fase avançada de descrioulização de um anterior crioulo, a variedade de Helvécia, ao sul do estado da Bahia. A povoação de Helvécia descende de escravos negros que pertenciam a uma colônia suíça-alemã fundada em 1818. Segundo Baxter (1995), nas primeiras épocas da Colônia Leopoldina, o português que serviu de modelo para a formação desta variedade era ele próprio muito variável, sendo falado por uns como língua materna e por outros como segunda língua, o que favoreceu um processo mais radical de reestruturação.